# Calomicrus discicollis
Calomicrus discicollis es un insecto coleóptero de la familia Chrysomelidae.
Fue descrita científicamente por primera vez en 1899 por Jacoby.